# アレハンドロ・チュマセロ
アレハンドロ・サウール・チュマセロ・ブラカモンテ（Alejandro Saúl Chumacero Bracamonte，1991年4月22日 - ）は、ボリビア・ラパス県ラパス出身のサッカー選手。ウニオン・エスパニョーラ所属。ポジションはMF。

## 来歴
2007年にザ・ストロンゲストで16歳でプロデビューし、2012-13シーズンまで主力として活躍。2013年7月にスポルチ・レシフェと5年契約を締結するも、2月に古巣に復帰。
2017年12月24日、リーガMXのプエブラFCと契約した。

## 代表歴
2011年にボリビア代表に初招集。2012年10月の2014 FIFAワールドカップ・南米予選の対ペルー戦で、代表戦初ゴールを記録。コパ・アメリカ2015にも出場した。

## W杯予選でのハプニング
2016年3月29日、2018 FIFAワールドカップ・南米予選での対アルゼンチン戦で、ハプニングが発生。試合前のアルゼンチン国歌の斉唱中に、代表キャプテンのチュマセロが、相手キャプテンのリオネル・メッシの元に握手を求めて歩み寄り、驚いたメッシが握手を拒否するという出来事が発生。チュマセロは試合後にチリのメディアに、「第4審判に早く握手をするように求められていた。決して相手に敬意を欠いていたわけではない」と釈明したという。また、試合後にはボリビア代表の選手一同が、メッシにユニフォームの交換を求めるという一幕もあった。